# Сребренка Голић
Сребренка Голић (Бања Лука, 29. јул 1958) босанскохерцеговачка је политичарка и правник. Садашња је потпредсједница Владе Републике Српске и министарка за просторно уређење, грађевинарство и екологију.

## Биографија
Рођена је у Бањалуци 1958. године. У Бањалуци је завршила основну школу, затим Гимназију и Правни факултет Универзитета у Бањој Луци. Као правник је радила у Скупштини општине Челинац, затим у предузећима „Шипад“ и „Крајинапромет“. Обављала је дужност секретара Секретаријата Главног одбора СНСД-а, те шефа Кабинета и савјетника председника Владе Републике Српске. Изабрана је на мјесто директора Јавне установе „Службени гласник Републике Српске“. 
На положај министра за просторно уређење, грађевинарство и екологију Републике Српске је изабрана у Народној скупштини Републике Српске 29. децембра 2010. године као члан владе Александра Џомбића, а на ту функцију је касније бирана и као члан прве и друге владе Жељке Цвијановић.